# 纹状体

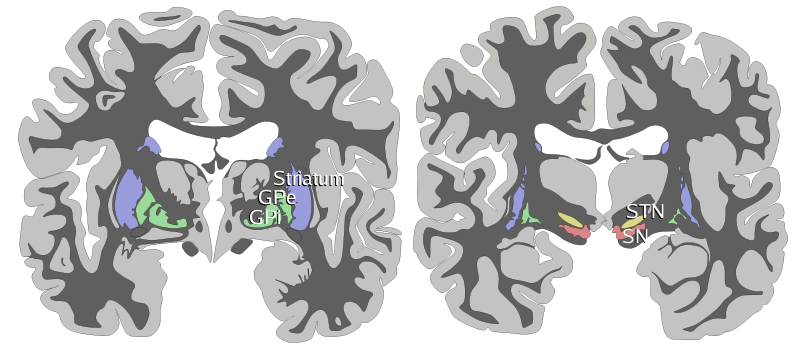
人類腦部的冠狀切面圖表現了基底核、蒼白球：蒼白球外核、丘腦下核（subthalamic nucleus，STN）、蒼白球內核，與黑質（substantia nigra，SN）。

紋狀體（英文：Striatum）是端腦皮質下的一部份，位于上丘脑。這是基底核的主要輸入區。在解剖學上，紋狀體包括了尾核（Caudate nucleus）和被殼（Putamen）。 具有调节肌肉张力、协调复杂运动的功能。纹状体依赖多巴胺才能正常工作，因此分泌多巴胺的细胞死亡（即黑质细胞），就会患帕金森疾病。

## 歷史
在17世紀與18世紀時，詞彙「Corpus striatum」（紋狀體）用于称呼腦半球深色的皮質下部分（Vieussens, 1685）。福格茨（Vogts）（Cécile and Oskar, 1941）簡化了命名法，提議將「striatum」詞彙用在所有紋狀的組成元素（參見主要基底核系統），包括尾核（Caudate nucleus）、被殼（Putamen）與基層紋體（fundus striati），後者是前述二部份連結至內囊（internal capsule）以下的腹側部分。
「neostriatum」（新紋狀體）是由比較解剖學家所創造的辭彙，他們比較了脊椎動物間的下皮質結構，因為新紋狀體被認為是腦部紋狀體的系統發生的新生部分。

## 參照
- 人腦區域列表（List of regions in the human brain）

## 外部連結
- Stained brain slice images which include the "striatum" at the BrainMaps project
- NeuroNames hier-207
- 醫學主題詞表（MeSH）：Corpus+Striatum